# Congqian youzuo lingjianshan
Congqian youzuo lingjianshan (从前有座灵剑山S) è un romanzo online pubblicato a puntate da Guowang Bixia. Un adattamento manhua ha iniziato la pubblicazione sul sito della Tencent l'8 agosto 2014, mentre un adattamento anime, realizzato da Studio Deen e intitolato Reikenzan: hoshikuzu-tachi no utage (霊剣山 星屑たちの宴?), è stato trasmesso tra l'8 gennaio e il 24 marzo 2016. Una seconda stagione anime dal titolo Reikenzan: eichi e no shikaku (霊剣山 叡智への資格?), annunciata al termine della prima, è andata in onda dal 7 gennaio al 26 marzo 2017.

## Personaggi
Wang Lu / Ōriku (王陸?)
Doppiato da: Tsubasa Yonaga
Wang Wu / Ōbu (王舞?)
Doppiata da: Yuriko Yamaguchi
Wang Zhong / Ōchū (王忠?)
Doppiata da: Daiki Kobayashi
Fengyin / Fūin (风吟?)
Doppiato da: Ken'ichirō Matsuda
Hai Yunfan / Kaiunho (海云帆?)
Doppiato da: Masakazu Nishida
Wen Yin / Bunin (文茵?)
Doppiato da: Nako Eguchi